# Chongqing Airlines
Chongqing Airlines (chinesisch 重庆航空) ist eine chinesische Regionalfluggesellschaft mit Sitz in Chongqing und Basis auf dem Flughafen Chongqing-Jiangbei.

## Geschichte
Chongqing Airlines wurde am 16. Juni 2007 als Joint Venture zwischen der China Southern Airlines (60 %) und der Chongqing Municipal Development & Investment Company (40 %) gegründet und nahm bereits am 8. Juli 2007 den Flugbetrieb nach Shanghai auf.

## Flotte

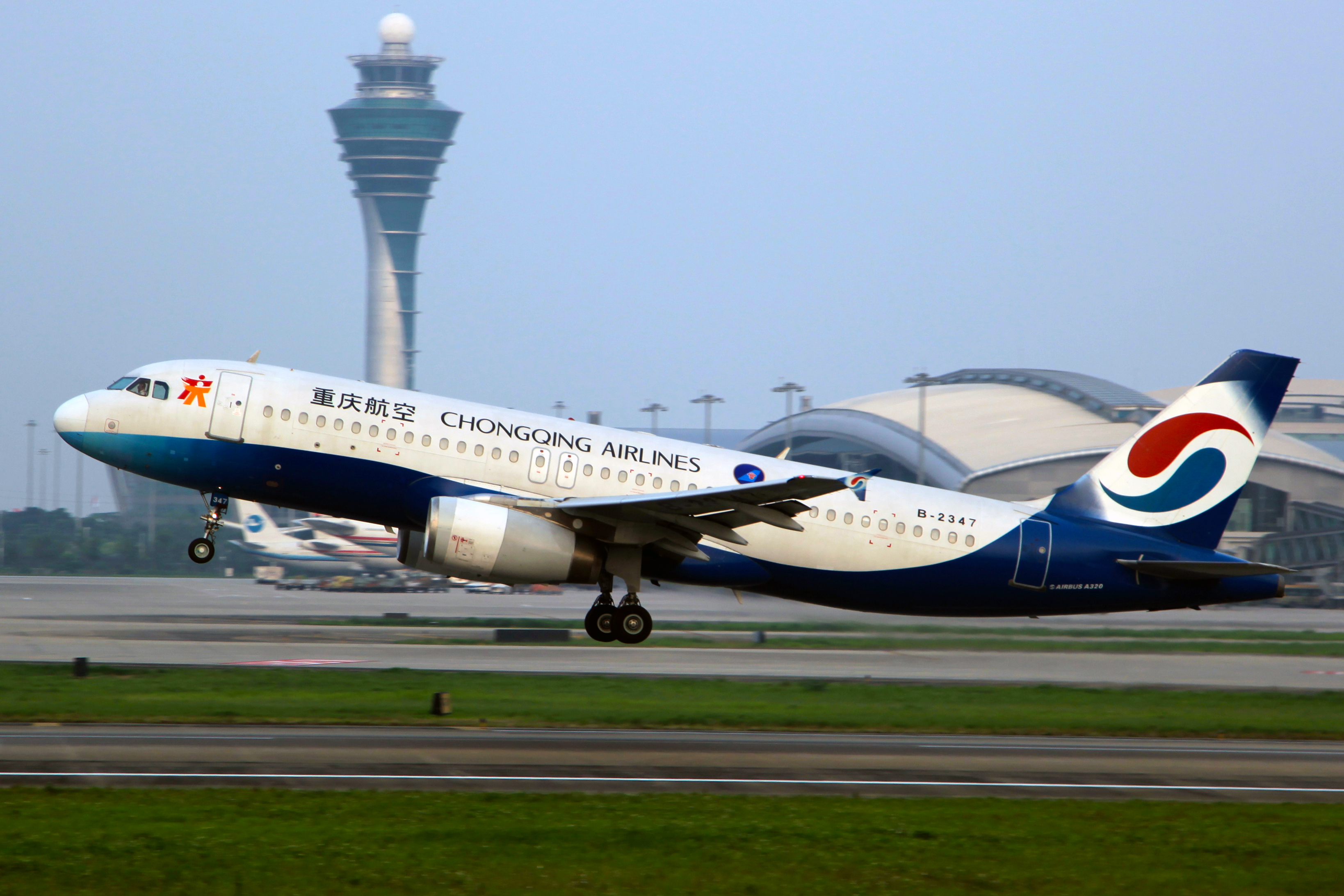
Airbus A320-200 der Chongqing Airlines

Mit Stand Januar 2025 besteht die Flotte der Chongqing Airlines aus 30 Flugzeugen mit einem Durchschnittsalter von 10,6 Jahren:
| Flugzeugtyp     | aktiv | bestellt | Anmerkungen   | Sitzplätze | Durchschnittsalter |
| --------------- | ----- | -------- | ------------- | ---------- | ------------------ |
| Airbus A319-100 | 08    |          |               | 128        | 15,7 Jahre         |
| Airbus A320-200 | 10    |          | einer inaktiv | 152 158    | 12,3 Jahre         |
| Airbus A320neo  | 09    |          |               | 166        | 6,0 Jahre          |
| Airbus A321neo  | 03    |          |               | 208        | 5,0 Jahre          |
| Gesamt          | 30    | –        |               |            | 10,6 Jahre         |

### Aktuelle Sonderbemalungen
| Bemalung                 | Flugzeugtyp     | Luftfahrzeugkennzeichen | Zeitraum        | Bild |
| ------------------------ | --------------- | ----------------------- | --------------- | --- |
| Happy Chongqing          | Airbus A320-200 | B-6576                  | seit Juni 2012  | |
| Beautiful in Chongqing   | Airbus A320-200 | B-6761                  | seit April 2017 | |
| Chongqing Times          | Airbus A320-200 | B-8987                  | seit Juni 2017  | Bild gesucht Die Wikipedia wünscht sich an dieser Stelle ein Bild. Falls du dabei helfen möchtest, erklärt die Anleitung , wie das geht. |
| Perfect Wonderful Wulong | Airbus A321neo  | B-30E8                  | seit April 2023 | Bild gesucht Die Wikipedia wünscht sich an dieser Stelle ein Bild. Falls du dabei helfen möchtest, erklärt die Anleitung , wie das geht. |